# Cmentarz katolicki Matki Bożej Nieustającej Pomocy w Bydgoszczy

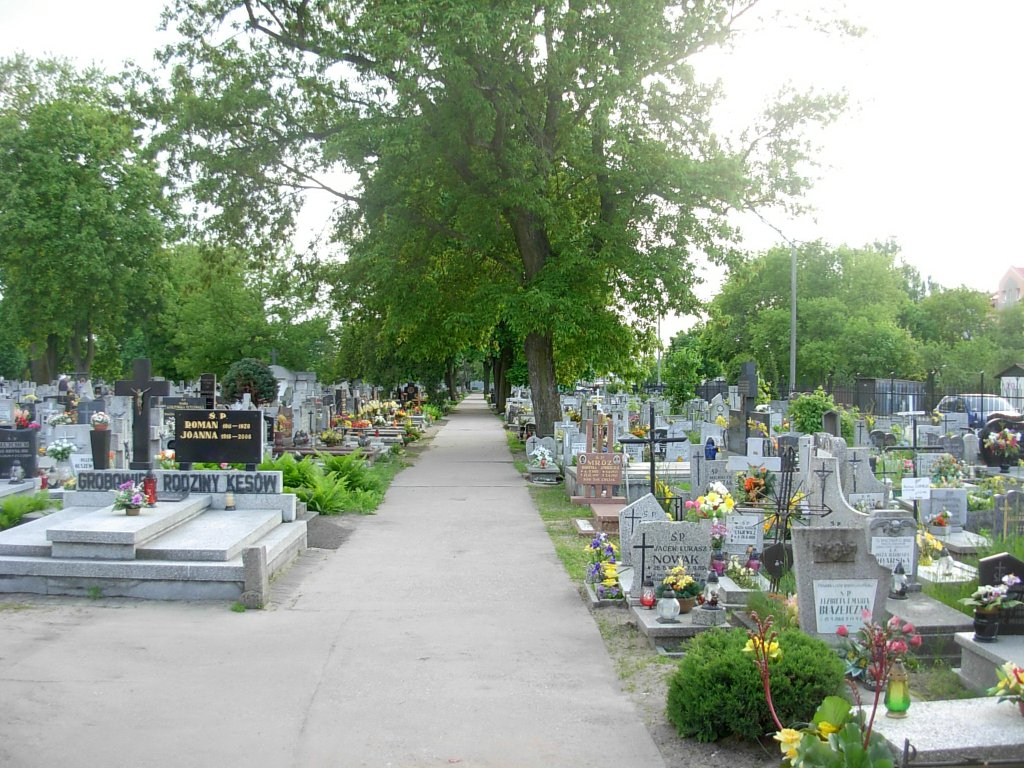
Alejka

Cmentarz Matki Bożej Nieustającej Pomocy w Bydgoszczy – cmentarz katolicki w Bydgoszczy.

## Lokalizacja
Cmentarz znajduje się na osiedlu Górzyskowo w południowo-zachodniej części Bydgoszczy, między ulicami: Kossaka, Żwirki i Wigury oraz Jaskółczą.

## Historia
Cmentarz powstał na terenie dwóch nekropolii: gminnej i ewangelickiej, założonych w 1873 r. Wskutek emigracji ludności niemieckiej z Bydgoszczy w 1920 r., cmentarze te straciły na znaczeniu. W 1924 r. w związku z erygowaniem parafii Matki Boskiej Nieustającej Pomocy na Szwederowie, proboszcz ks. Jan Konopczyński, późniejszy radny miejski, przejął teren przy ul. Kossaka z przeznaczeniem na cmentarz parafialny.  W początkowym okresie dotarcie do niego było bardzo utrudnione podczas roztopów jako, że ul. Kossaka nie miała twardej nawierzchni. Staraniem księdza drogę wybrukowano w latach 30. XX w..

## Charakterystyka
Cmentarz posiada wymiary: 275 x 125 m i powierzchnię 3,5 ha. Pochówki są możliwe jedynie na miejscu wcześniejszych grobów.

## Zasłużeni
Niektóre osoby zasłużone dla Bydgoszczy i regionu pochowane na cmentarzu:
| Osoba                 | Rok urodzenia | Rok śmierci | Uwagi |
| Aleksander Drzewiecki | 1897          | 1960        | Skrzypek, trębacz, wachmistrz zawodowy Wojska Polskiego, altowiolista Filharmonii Pomorskiej w Bydgoszczy, powstaniec wielkopolski. |
| Franciszek Gajewski   | 1897          | 1969        | Artysta malarz. Ochotnik w armii Hallera. Walczył w wojnie polsko-bolszewickiej 1919–1920. Odznaczony Orderem Virtuti Militari V klasy. Członek Związku Artystów Pomorskich. Od 1926 r. wystawiał swe prace w Muzeum Miejskim. Najchętniej malował bydgoską Wenecję. Kolekcja jego prac olejnych, akwarel i rysunków znajduje się w Muzeum Okręgowym. Patron ulicy na Glinkach. |
| Teodor Gajewski       | 1902          | 1948        | Artysta rzeźbiarz. Wspomagał powstańców wielkopolskich. Absolwent bydgoskiej Szkoły Przemysłu Artystycznego. Współzałożyciel Grupy Plastyków Pomorskich. Z Piotrem Trieblerem prowadził pracownię rzeźbiarsko-kamieniarską. Wykonywał plakiety w brązie i kompozycje w drewnie, marmurze i w gipsie, jak „Głowa Chrystusa”, popiersie Józefa Piłsudskiego, Judasza, Fauna. Twórca pomników: „Dobry Pasterz”, „Serce Jezusa”, Krzyża (1935) na Szwederowie, Poległych Polaków w St. Hilaire le Grand we Francji, także pomnika nagrobnego Idziego Świtały na cmentarzu Nowofarnym. |
| Franciszek Grott      | 1911          | 1995        | Nauczyciel. Od 1936 r. w Bydgoszczy. Pierwszy tomik wierszy pt. „Miasto nad Brdą” wydał w 1946 r. Pisał utwory dla dzieci („Z kolędą do stajenki”), słuchowiska radiowe, pamiętniki („Wojny dni pierwsze”, „Moja bydgoska niedziela”, „Ostatnie dni”, „Mój pierwszy dzień”) i wspomnienia („Najcudniejsza lekcja”, „Na przełomie”). Aktywny członek TMMB. |
| Czesław Rólski        | 1905          | 1972        | wieloletni proboszcz w parafii Najświętszego Serca Pana Jezusa (1932–1946) i parafii Matki Boskiej Nieustającej Pomocy (1946–1972) w Bydgoszczy. |